# Dizan
Saint Dizan (Dizieins, Dizant, Dicencius, Dizans) est un prélat français, évêque de Saintes au VIIIe siècle.

## Biographie
Il meurt à Tours durant l'invasion normande, où il s'est retiré. Son corps est transporté à Ardes en Auvergne.
Il est fêté le 25 mai.
Il est le saint patron des communes de Saint-Yzan-de-Soudiac et de Saint-Yzans-de-Médoc.

## Sources
- Th. Grasilier, Notice biographique sur les évêques de Saintes, 1877